# Cneu Servílio Cepião (cônsul em 141 a.C.)
Cneu Servílio Cepião (em latim: Cneus Servilius Caepio) foi um político da gente Servília da República Romana eleito cônsul em 141 a.C. com Quinto Pompeu Aulo. Era filho de Cneu Servílio Cepião, cônsul em 169 a.C., e irmão de Quinto Servílio Cepião, cônsul em 140 a.C..

## Carreira
Cepião foi eleito cônsul em 141 a.C. com Quinto Pompeu Aulo, mas nada se sabe de seu mandato. Foi eleito censor em 125 a.C. com Lúcio Cássio Longino. Durante seu mandato, foi construída a Água Tépula, um dos aquedutos de Roma.